# Faustin Boika
  Faustin Boika Mohoko Isenge (né à Mbandaka le 16 janvier en 1969) est un homme politique de la République démocratique du Congo et député national, élu de la circonscription de Bikoro dans la province de l'Équateur,,,.

## Biographie
L'honorable Faustin Boika est né à Mbandaka le 5 janvier 1969, élu député national dans la circonscription électorale de Bikoro dans la province de l'Équateur, il est membre du parti politique mouvement pour la libération du Congo MLC de Jean-Pierre Bemba